# Edificio C2 del complesso di Sorgane

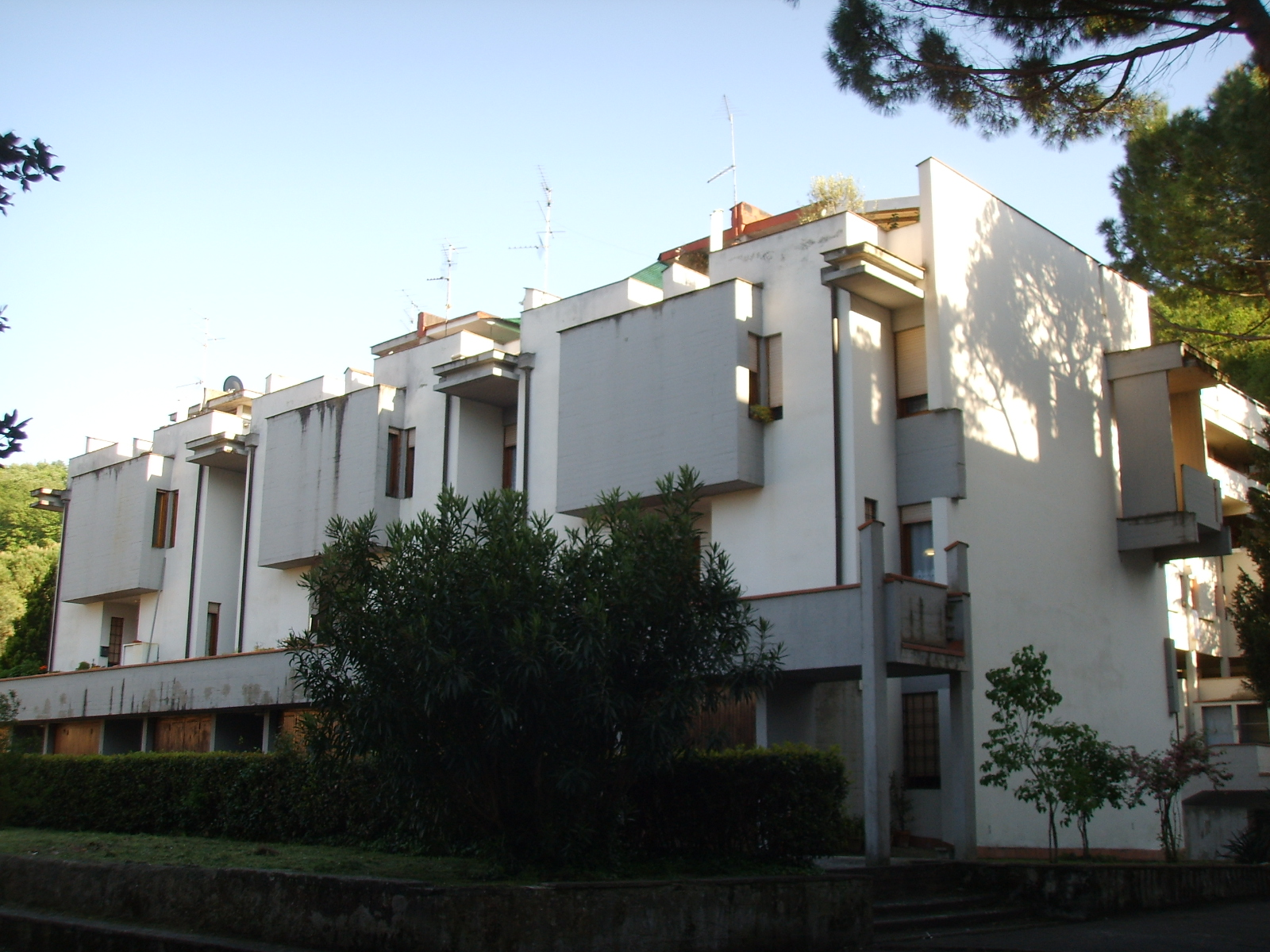
Edificio C2

Il cosiddetto edificio C1 è uno dei palazzi del complesso di case popolari a Sorgane realizzati tra il 1962 e il 1970 da un team di architetti fiorentini. In particolare questo edificio venne progettato dal gruppo di Leonardo Savioli. Si trova tra il viale Benedetto Croce e via Tagliamento. Questo edificio è gemello dell'edificio C1
Gli edifici C2 (particella 219) fu progettato per essere destinato a residenza per artigiani con i rispettivi laboratori al piano terra. Si innalzta per 3 piani e presenta, come altri palazzi dell'area, un ballatoio.
Sul fronte nord il volume è dominato dalla fascia orizzontale del percorso del ballatoio, al quale si accede da un lato (viale Croce) da una scala rettilinea in cemento e dall'altro da una rampa di collegamento al di sotto della quale sono collocati i garage e le cantine. Il palazzo vero e proprio è composto da tre volumi sporgenti, caratterizzati dalle superfici delle finestre in posizione arretrata.
Sul retro si ha una medesima alternanza pieni-vuoti, con finestre sovrapposte e con al piano terra i portali di accesso ai laboratori. La copertura è piana e praticabile.
Le superfici esterne sono in parte in cemento faccia vista per le cornici, intonacate a formare dei pannelli quadrati o rettangolari per le campiture murarie corrispondenti ai pieni. Gli infissi esterni ed interni sono in legno; il pavimento del ballatoio e della scala è rivestito in piastrelle di cotto.